# Liste der Orte im Landkreis Schwandorf
Die Liste der Orte im Landkreis Schwandorf listet die 819 amtlich benannten Gemeindeteile (Hauptorte, Kirchdörfer, Pfarrdörfer, Dörfer, Weiler und Einöden) im Landkreis Schwandorf auf.

## Systematische Liste
Alphabet der Städte und Gemeinden mit den zugehörigen Orten.
- Die Gemeinde Altendorf mit 12 Gemeindeteilen:
  - Pfarrdorf Altendorf
  - Kirchdorf Willhof
  - Dörfer Dürnersdorf, Fronhof, Schirmdorf und Trossau
  - Weiler Murglhof, Oberkonhof, Siegelsdorf und Unterkonhof
  - Einöden Marklhof und Stabhof

- Die Gemeinde Bodenwöhr mit 16 Gemeindeteilen:
  - Pfarrdörfer Bodenwöhr und Neuenschwand
  - Kirchdörfer Altenschwand I, Blechhammer und Taxöldern
  - Dörfer Buch, Erzhäuser, Pingarten, Warmersdorf und Windmais
  - Weiler Altenschwand II
  - Einöden Höcherhof, Kipfenberg, Mappenberg, Pechmühle und Turesbach

- Der Markt Bruck in der Oberpfalz mit 22 Gemeindeteilen. Der Hauptort Bruck:
  - Kirchdorf Schöngras
  - Dörfer Mappach, Mögendorf, Sollbach, Vorderrandsberg und Vorderthürn
  - Weiler Hinterrandsberg, Hoffeld, Kobl, Kölbldorf und Ried
  - Einöden Birkhof, Gipfelberg, Hinterthürn, Hofing, Kellerhof, Sankt Hubertus, Sulzmühl, Wackenried und Windischbachmühl
  - Sonstiger Ort Grubmühl

- Die Stadt Burglengenfeld mit 48 Gemeindeteilen:
  - Hauptort Burglengenfeld
  - Pfarrdorf Dietldorf
  - Kirchdörfer Kirchenbuch, Lanzenried, Pilsheim und Pottenstetten
  - Dörfer Augustenhof, Hub, Mossendorf, Niederhof, Pistlwies, Saaß, See und Wölland
  - Weiler Armensee, Bubenhof, Eichlhof (Fünfeichen), Greinhof, Höchensee, Hof, Kai, Loisnitz, Machtlwies, Mühlberg, Oberbuch, Pöpplhof, Schlag, Untersdorf und Witzlarn
  - Einöden Birkhof, Burgruine, Dexhof, Dirnau, Engelhof, Greßthal, Karlsberg, Kastenhof, Katzenhüll, Lamplhof, Mauthof, Meilerhof, Plattenhof, Rammertshof, Rödlhof, Straß, Wasenhütte, Weiherhof und Ziegelhütte

- Die Gemeinde Dieterskirchen mit 25 Gemeindeteilen:
  - Pfarrdorf Dieterskirchen
  - Dörfer Bach, Pottenhof, Prackendorf und Weislitz
  - Weiler Stegen und Weichelau
  - Einöden Bruckmühl, Frauenhäusl, Hauserlohhof, Hohenthal, Holzhaus, Katharinenthal, Kieselmühle, Kolmhof, Kuppelhof, Neuhaus, Ödgartenhof, Pottenhofermühle, Saggau, Seugenhof, Silbermühle, Tradhof und Ziegelhütte
  - Sonstiger Ort Wellenthal

- Die Gemeinde Fensterbach mit 12 Gemeindeteilen:
  - Pfarrdorf Dürnsricht
  - Kirchdörfer Högling und Wolfring
  - Dörfer Freihöls, Jeding, Knölling, Wohlfest und Wolfringmühle
  - Weiler Weiherhaus am Fensterbach
  - Einöden Dürnsrichtmühle, Hüttenhof und Ödfriedlhof

- Die Gemeinde Gleiritsch mit 12 Gemeindeteilen:
  - Pfarrdorf Gleiritsch
  - Dörfer Bernhof und Lampenricht
  - Weiler Kroau, Steinach und Zieglhäuser
  - Einöden Boxmühle, Hebenhof, Heilinghäusl, Kohlmühle, Sägmühle und Stöcklhof

- Die Gemeinde Guteneck mit 14 Gemeindeteilen:
  - Pfarrdorf Weidenthal
  - Kirchdörfer Pischdorf und Unteraich
  - Dörfer Guteneck, Oberkatzbach, Trichenricht und Unterkatzbach
  - Weiler Felsmühle, Luigendorf, Mitteraich, Oberaich und Trefnitz
  - Einöden Häuslberg und Maximilianshof

- Die Stadt Maxhütte-Haidhof mit 40 Gemeindeteilen:
  - Hauptort Maxhütte
  - Pfarrdörfer Leonberg, Pirkensee und Rappenbügl
  - Kirchdorf Kappl
  - Dörfer Almenhöhe, Birkenhöhe, Deglhof, Haidhof, Ibenthann, Katzheim, Meßnerskreith, Ponholz, Roding, Roßbergeröd, Verau, Winkerling und Ziegelhütte
  - Industrieort Rohrhof
  - Siedlung Birkenzell
  - Weiler Binkenhof, Rossbach und Strieglhof
  - Einöden Almenhof, Berghof, Blattenhof, Brücklhof, Brunnheim, Eichelberg, Engelbrunn, Fürsthof, Harberhof, Haugshöhe, Kreilnberg, Lehenhaus, Lintermühle, Pfaltermühle, Schwarzhof, Stadlhof und Steinhof

- Die Stadt Nabburg mit 28 Gemeindeteilen:
  - Hauptort Nabburg
  - Kirchdörfer Brudersdorf und Perschen
  - Dörfer Bergelshof, Diendorf, Eckendorf, Girnitz, Lissenthan, Neusath und Windpaißing
  - Weiler Diepoltshof, Etzelhof, Fraunberg, Haindorf, Haselhof, Höflarn, Namsenbach, Obersteinbach, Passelsdorf, Ragenhof, Tauchersdorf, Wiesensüß, Wiesmühle und Wölsenberg
  - Einöden Bärnmühle, Grubhof, Kumpfmühle und Richtmühle

- Der Markt Neukirchen-Balbini mit 31 Gemeindeteilen:
  - Hauptort Neukirchen-Balbini
  - Kirchdorf Egelsried
  - Dörfer Alletsried, Boden, Enzenried, Goppoltsried, Hansenried, Jagenried und Kitzenried
  - Weiler Etzmannsried, Happassenried, Hippoltsried, Meidenried, Oedhof und Wolfsgrub
  - Einöden Albenried, Dehnhof, Grottenthal, Haselhof, Neualbenried, Oberstocksried, Rodlseign, Rückhof, Scheiblhof, Sperlhof, Stadlhof, Unterstocksried, Weihermühle, Wirnetsried, Ziegelöd und Ziegenmühle

- Die Stadt Neunburg vorm Wald mit 74 Gemeindeteilen:
  - Hauptort Neunburg vorm Wald
  - Pfarrdörfer Fuhrn, Kemnath bei Fuhrn, Penting und Seebarn
  - Kirchdörfer Hofenstetten, Katzdorf, Kleinwinklarn, Mitteraschau und Mitterauerbach
  - Dörfer Baumhof, Diendorf, Gütenland, Haslarn, Krandorf, Kröblitz, Lengfeld, Luigendorf, Meißenberg, Pettendorf, Pissau, Stetten, Stockarn, Thann, Unteraschau, Wundsheim, Wutzelskühn und Zeitlarn
  - Weiler Ebersdorf, Eichental, Eixendorf, Fuchsenhof, Hammerberg, Hammerhof, Hartlshof, Nefling, Neumurnthal, Oberaschau, Oberauerbach, Oberlangenried, Obermurnthal, Poggersdorf, Reis, Untermurnthal, Warberg, Warnthal, Wenigrötz und Wilbersdorf
  - Einöde mit Kirche Sankt Leonhard
  - Einöden Bernmühle, Büchlhof, Dorfmühle, Frankenthal, Fürstenhof, Gonnersdorf, Grundmühle, Heimerlmühle, Kemnathermühle, Kohlhof, Könneröd, Leinmühle, Mittermurnthal, Neuhäusl, Oedengrub, Rammühle, Stettnermühle, Thannmühle, Traunhof, Traunhofermühle, Unterlangenried, Unterwarberg, Wohnseß, Zanglhof und Ziegelhütte

- Die Gemeinde Niedermurach mit 18 Gemeindeteilen:
  - Pfarrdörfer Niedermurach und Pertolzhofen
  - Dörfer Enzelsberg, Nottersdorf, Rottendorf, Voggendorf und Wagnern
  - Weiler Altweichelau, Braunsried, Höflarn, Mantlarn, Reichertsmühle, Sallach und Zankendorf
  - Einöden Holmbrunn, Ödhöfling, Schlotthof und Schwaighof

- Die Stadt Nittenau mit 88 Gemeindeteilen:
  - Hauptort Nittenau
  - Stadtteil Bergham
  - Pfarrdorf Fischbach
  - Kirchdorf Asang
  - Dörfer Bleich, Bodenstein, Brunn, Diepenried, Eckartsreuth, Gunt, Haiderhöf, Hof am Regen, Kaspeltshub, Lohbügl, Muckenbach, Nerping, Neuhaus, Obermainsbach, Reuting, Stadl, Stefling, Sulzmühl und Thann
  - Weiler Bachbügl, Dobl, Eichlgütl, Entermainsbach, Forsting, Geiseck, Goppeltshof, Hengersbach, Höflarn, Holzseige, Hubhof, Kaaghof, Michelsberg, Neubäu, Oed, Ottischhof, Tiefenbach, Tiefenhof, Treidling, Trumling, Überfuhr, Untermainsbach und Vorderkohlstetten
  - Einöden Annahaid, Auhof, Berghof, Berglarn, Dürrmaul, Elendhof, Eschlbach, Fichtenhof, Hadriwa, Hammerhäng, Harthöfl, Harting, Heinzlmühl, Hinterberg, Hinterkohlstetten, Holzheim, Jägerhöhe, Knollenhof, Königshof, Königsreuth, Lichtenhaid, Mühlenthal, Ödgarten, Reisach, Roithof, Roneck, Rumelsölden, Sankt Martin, Schönberg, Schwarzenberg, Spandlhof, Steinhof, Steinmühl, Straßhof, Strohhof, Waldhaus Einsiedel, Waltenried, Weinting, Weißenhof, Wetzlgütl, Wetzlhof und Zell

- Die Stadt Oberviechtach mit 43 Gemeindeteilen:
  - Hauptort Oberviechtach
  - Pfarrdorf Pullenried
  - Kirchdorf Wildeppenried
  - Dörfer Eigelsberg, Hof, Lind, Mitterlangau, Nunzenried, Oberlangau, Obermurach, Pirk, Pirkhof, Plechhammer, Schönthan, Tressenried und Unterlangau
  - Weiler Antelsdorf, Brandhäuser, Brücklinghof, Dietersdorf, Forst, Gartenried, Gütting, Herzoghof, Johannisberg, Konatsried, Lukahammer und Niesaß
  - Einöden Bruderbügerl, Eisberg, Gartenriedermühle, Hannamühle, Hornmühle, Käfermühle, Knaumühle, Kotzenhof, Neumühle, Steinmühle, Tannermühle, Weißbach, Werneröd und Zieglhäusl
  - Bahnhof Lind

- Die Stadt Pfreimd mit 29 Gemeindeteilen:
  - Hauptort Pfreimd
  - Pfarrdorf Weihern
  - Kirchdorf Hohentreswitz
  - Dörfer Iffelsdorf, Pamsendorf, Stein und Untersteinbach
  - Siedlung Oberweihern
  - Weiler Döllnitz, Fuchsendorf, Gnötzendorf, Löffelsberg, Nessating, Oberpfreimd, Rappenberg, Weiherhäusl und Ziegelhütte
  - Einöden Aspachmühle, Bornmühle, Bornmühlschleife, Döllnitzmühle, Egerhof, Herdegen, Hochschlag, Kulmhof, Kurmhof, Schloßhof und Stelzlmühle
  - Wallfahrtskirche (-kapelle) Eixlberg

- Die Gemeinde Schmidgaden mit 18 Gemeindeteilen:
  - Pfarrdörfer Rottendorf und Schmidgaden
  - Kirchdörfer Gösselsdorf und Trisching
  - Dörfer Hartenricht, Inzendorf, Littenhof und Wolfsbach
  - Weiler Badhaus, Hohersdorf, Legendorf und Schwärzermühle
  - Einöden Berghof, Kadermühle, Rödlmühle, Scharlmühle und Zißlmühle
  - Jugendherberge Grimmerthal

- Die Stadt Schönsee mit 24 Gemeindeteilen:
  - Hauptort Schönsee
  - Kirchdörfer Dietersdorf und Gaisthal
  - Dörfer Friedrichshäng, Laub, Lindau, Rackenthal und Schwand
  - Weiler Gaisthalerhammer, Plößerlohe, Polster, Rosenhof, Rosenthal und Weberhäuser
  - Einöden Bügellohe, Dietersberg, Eulenberg, Johannismühle, Josephsthal, Muggenthal, Schallerhammer, Stückhäusl, Wagnermühle und Ziegelhütte

- Die Stadt Schwandorf mit 61 Gemeindeteilen:
  - Hauptort Schwandorf
  - Pfarrdörfer Dachelhofen, Ettmannsdorf, Fronberg, Haselbach, Klardorf, Neukirchen und Wiefelsdorf
  - Kirchdörfer Bubach an der Naab, Büchelkühn, Gögglbach (s. a. Viereckschanze bei Gögglbach), Kronstetten, Naabeck, Naabsiegenhofen und Waltenhof
  - Dörfer Freihöls, Grain, Hartenricht, Höflarn, Irlaching, Irlbach, Kreith, Krondorf, Lindenlohe, Nattermoos, Niederhof, Prissath, Richt, Striessendorf und Zielheim
  - Weiler Dauching, Irrenlohe, Krumbach, Krumlengenfeld, Löllsanlage, Münchshöf, Neuried, Spielberg, Stegen und Wöllmannsbach
  - Einöden (Gemeindeteile mit jeweils mehreren Einöden) Charlottenhof und Egidiberg
  - Einöden Altenried, Auhof, Bügerlhof, Distlhof, Doblergut, Haarhof, Holzhaus, Kager, Kapflhof, Krainhof, Obersitzenhof, Oberweiherhaus, Scheckenberg, Siegenthan, Sitzenhof, Strengleiten, Unterweiherhaus und Ziegelhütte
  - Kolonie Bayernwerk

- Die Gemeinde Schwarzach bei Nabburg mit 15 Gemeindeteilen:
  - Pfarrdörfer Schwarzach bei Nabburg und Unterauerbach
  - Kirchdörfer Altfalter und Wölsendorf
  - Dörfer Richt und Weiding
  - Weiler Dietstätt, Furthmühle, Oberwarnbach, Öd und Unterwarnbach
  - Einöden Auhof, Ödgarten, Sattelhof und Sindelsberg

- Der Markt Schwarzenfeld mit 19 Gemeindeteilen:
  - Hauptort Schwarzenfeld
  - Fabrik Buchtal
  - Dörfer Asbach, Deiselkühn, Irrenlohe, Kögl, Pretzabruck, Sonnenried und Traunricht
  - Weiler Frotzersricht, Hohenirlach, Raffach und Zilchenricht
  - Einöden Ameisgrub, Glöcklhof, Godlhof, Holzhaus, Ödhof und Schwaig

- Der Markt Schwarzhofen mit 24 Gemeindeteilen:
  - Hauptort Schwarzhofen
  - Dörfer Demeldorf, Denglarn, Girnitz, Haag bei Schwarzhofen, Häuslern, Schönau, Schwarzeneck, Uckersdorf und Zangenstein
  - Weiler Altenhammer, Geratshofen, Grasdorf, Höfen, Klosterhäuser, Krimling, Mallersdorf, Meischendorf und Raggau
  - Einöden Baslmühle, Höfen bei Uckersdorf, Holzhof, Laubenhof und Ziegelhof

- Die Gemeinde Stadlern mit 8 Gemeindeteilen:
  - Kirchdorf Stadlern
  - Dörfer Charlottenthal, Schwarzach und Waldhäuser
  - Weiler Reichenberg
  - Einöden Neumühle, Stadlermühle und Tabakmühle

- Die Gemeinde Steinberg am See mit 6 Gemeindeteilen:
  - Pfarrdorf Steinberg am See
  - Dorf Waldheim
  - Weiler Oder und Spitalhaus
  - Einöden Haid und Hirmerhaus

- Die Gemeinde Stulln mit 8 Gemeindeteilen:
  - Pfarrdorf Stulln
  - Dörfer Brensdorf, Grafenricht und Säulnhof
  - Einöden Freiung, Geiselhof, Schanderlhof und Vierbruckmühle

- Die Stadt Teublitz mit 17 Gemeindeteilen:
  - Hauptort Teublitz
  - Pfarrdörfer Katzdorf und Premberg
  - Kirchdorf Saltendorf
  - Dörfer Glashütte, Loisnitz, Münchshofen und Weiherdorf
  - Weiler Frauenhof, Köblitz, Kremplschlag, Kuntsdorf, Oberhof, Richthof und Stocka
  - Einöden Bömmerlschlag und Froschlacke

- Die Gemeinde Teunz mit 18 Gemeindeteilen:
  - Pfarrdorf Teunz
  - Dörfer Fuchsberg, Gutenfürst, Kühried, Ödmiesbach, Schömersdorf, Wildstein und Zeinried
  - Weiler Burkhardsberg, Haidhof, Hebermühle, Hermannsried und Weiherhäusl
  - Einöden Höcherlmühle, Kühriedermühle, Miesmühle, Ödreichersried und Tannenschleife

- Die Gemeinde Thanstein mit 16 Gemeindeteilen:
  - Pfarrdorf Thanstein
  - Kirchdörfer Dautersdorf und Kulz
  - Dörfer Berg, Hebersdorf und Jedesbach
  - Weiler Kiesenberg, Neudeck, Tännesried und Ziegelhütte
  - Einöden Haindlhof, Jedesbachermühle, Krähhof, Kundlmühle, Vormurnthal und Weihermühle

- Die Gemeinde Trausnitz mit 10 Gemeindeteilen:
  - Pfarrdorf Trausnitz
  - Kirchdörfer Reisach und Söllitz
  - Dörfer Atzenhof, Bierlhof und Köttlitz
  - Weiler Kaltenthal und Oberpierlhof
  - Einöden Ödmühl und Schweizerbach

- Die Gemeinde Wackersdorf mit 9 Gemeindeteilen:
  - Industrieort Wackersdorf
  - Kirchdorf Heselbach
  - Dörfer Alberndorf, Grafenricht, Irlach, Meldau und Rauberweiherhaus
  - Weiler Imstetten und Mappenberg

- Die Gemeinde Weiding mit 6 Gemeindeteilen:
  - Pfarrdorf Weiding
  - Weiler Preißhof
  - Einöden Andreasthal, Sägmühle, Löwenthal und Wirthsmühle

- Der Markt Wernberg-Köblitz mit 26 Gemeindeteilen:
  - Pfarrdörfer Glaubendorf und Unterköblitz
  - Kirchdörfer Deindorf, Neunaigen, Oberköblitz, Saltendorf und Woppenhof
  - Dörfer Damelsdorf, Diebrunn, Kettnitzmühle, Kötschdorf, Losau, Maierhof, Schiltern und Wohlsbach. Der ehemalige Markt Wernberg
  - Weiler Feistelberg, Friedersdorf, Oberndorf, Rattenberg und Schwarzberg
  - Einöden Alletshof, Gröbmühle, Prügelhof, Schmalhof und Trad

- Der Markt Winklarn mit 20 Gemeindeteilen:
  - Hauptort Winklarn
  - Pfarrdorf Muschenried
  - Kirchdörfer Haag, Pondorf und Schneeberg
  - Dörfer Forsthof und Obereppenried
  - Weiler Aschahof, Untereppenried, Windhals und Zengeröd
  - Einöden Aschamühle, Buchhof, Fischerhof, Haselweiher, Hundhagermühl, Krapflhof, Scheibenhaus, Trad und Wastlhof

## Alphabetische Liste
In Fettschrift erscheinen die Orte, die namengebend für die Gemeinde sind.

### A
- Albenried zu Neukirchen-Balbini
- Alberndorf zu Wackersdorf
- Alletshof zu Wernberg-Köblitz
- Alletsried zu Neukirchen-Balbini
- Almenhof zu Maxhütte-Haidhof
- Almenhöhe zu Maxhütte-Haidhof
- Altendorf
- Altenhammer zu Schwarzhofen
- Altenried zu Schwandorf
- Altenschwand I zu Bodenwöhr
- Altenschwand II zu Bodenwöhr
- Altfalter zu Schwarzach bei Nabburg
- Altweichelau zu Niedermurach
- Ameisgrub zu Schwarzenfeld
- Andreasthal zu Weiding
- Annahaid zu Nittenau
- Antelsdorf zu Oberviechtach
- Armensee zu Burglengenfeld
- Asang zu Nittenau
- Asbach zu Schwarzenfeld
- Aschahof zu Winklarn
- Aschamühle zu Winklarn
- Aspachmühle zu Pfreimd
- Atzenhof zu Trausnitz
- Augustenhof zu Burglengenfeld
- Auhof zu Nittenau
- Auhof zu Schwandorf
- Auhof zu Schwarzach bei Nabburg

↑ Zurück zum Inhaltsverzeichnis

### B
- Bach zu Dieterskirchen
- Bachbügl zu Nittenau
- Badhaus zu Schmidgaden
- Bärnmühle zu Nabburg
- Baslmühle zu Schwarzhofen
- Baumhof zu Neunburg vorm Wald
- Bayernwerk zu Schwandorf
- Berg zu Thanstein
- Bergelshof zu Nabburg
- Bergham zu Nittenau
- Berghof zu Maxhütte-Haidhof
- Berghof zu Nittenau
- Berghof zu Schmidgaden
- Berglarn zu Nittenau
- Bernhof zu Gleiritsch
- Bernmühle zu Neunburg vorm Wald
- Bierlhof zu Trausnitz
- Binkenhof zu Maxhütte-Haidhof
- Birkenhöhe zu Maxhütte-Haidhof
- Birkenzell zu Maxhütte-Haidhof
- Birkhof zu Bruck i.d.OPf.
- Birkhof zu Burglengenfeld
- Blattenhof zu Maxhütte-Haidhof
- Blechhammer zu Bodenwöhr
- Bleich zu Nittenau
- Boden zu Neukirchen-Balbini
- Bodenstein zu Nittenau
- Bodenwöhr
- Bömmerlschlag zu Teublitz
- Bornmühle zu Pfreimd
- Bornmühlschleife zu Pfreimd
- Boxmühle zu Gleiritsch
- Brandhäuser zu Oberviechtach
- Braunsried zu Niedermurach
- Brensdorf zu Stulln
- Bruck in der Oberpfalz
- Brücklhof zu Maxhütte-Haidhof
- Brücklinghof zu Oberviechtach
- Bruckmühl zu Dieterskirchen
- Bruderbügerl zu Oberviechtach
- Brudersdorf zu Nabburg
- Brunn zu Nittenau
- Brunnheim zu Maxhütte-Haidhof
- Bubach an der Naab zu Schwandorf
- Bubenhof zu Burglengenfeld
- Buch zu Bodenwöhr
- Büchelkühn zu Schwandorf
- Buchhof zu Winklarn
- Büchlhof zu Neunburg vorm Wald
- Buchtal zu Schwarzenfeld
- Bügellohe zu Schönsee
- Bügerlhof zu Schwandorf
- Burglengenfeld
- Burgruine zu Burglengenfeld
- Burkhardsberg zu Teunz

↑ Zurück zum Inhaltsverzeichnis

### C
- Charlottenhof zu Schwandorf
- Charlottenthal zu Stadlern

↑ Zurück zum Inhaltsverzeichnis

### D
- Dachelhofen zu Schwandorf
- Damelsdorf zu Wernberg-Köblitz
- Dauching zu Schwandorf
- Dautersdorf zu Thanstein
- Deglhof zu Maxhütte-Haidhof
- Dehnhof zu Neukirchen-Balbini
- Deindorf zu Wernberg-Köblitz
- Deiselkühn zu Schwarzenfeld
- Demeldorf zu Schwarzhofen
- Denglarn zu Schwarzhofen
- Dexhof zu Burglengenfeld
- Diebrunn zu Wernberg-Köblitz
- Diendorf zu Nabburg
- Diendorf zu Neunburg vorm Wald
- Diepenried zu Nittenau
- Diepoltshof zu Nabburg
- Dietersberg zu Schönsee
- Dietersdorf zu Oberviechtach
- Dietersdorf zu Schönsee
- Dieterskirchen
- Dietldorf zu Burglengenfeld
- Dietstätt zu Schwarzach bei Nabburg
- Dirnau zu Burglengenfeld
- Distlhof zu Schwandorf
- Dobl zu Nittenau
- Doblergut zu Schwandorf
- Döllnitz zu Pfreimd
- Döllnitzmühle zu Pfreimd
- Dorfmühle zu Neunburg vorm Wald
- Dürnersdorf zu Altendorf
- Dürnsricht zu Fensterbach
- Dürnsrichtmühle zu Fensterbach
- Dürrmaul zu Nittenau

↑ Zurück zum Inhaltsverzeichnis

### E
- Ebersdorf zu Neunburg vorm Wald
- Eckartsreuth zu Nittenau
- Eckendorf zu Nabburg
- Egelsried zu Neukirchen-Balbini
- Egerhof zu Pfreimd
- Egidiberg zu Schwandorf
- Eichelberg zu Maxhütte-Haidhof
- Eichental zu Neunburg vorm Wald
- Eichlgütl zu Nittenau
- Eichlhof (Fünfeichen) zu Burglengenfeld
- Eigelsberg zu Oberviechtach
- Eisberg zu Oberviechtach
- Eixendorf zu Neunburg vorm Wald
- Eixlberg zu Pfreimd
- Elendhof zu Nittenau
- Engelbrunn zu Maxhütte-Haidhof
- Engelhof zu Burglengenfeld
- Entermainsbach zu Nittenau
- Enzelsberg zu Niedermurach
- Enzenried zu Neukirchen-Balbini
- Erzhäuser zu Bodenwöhr
- Eschlbach zu Nittenau
- Ettmannsdorf zu Schwandorf
- Etzelhof zu Nabburg
- Etzmannsried zu Neukirchen-Balbini
- Eulenberg zu Schönsee

↑ Zurück zum Inhaltsverzeichnis

### F
- Feistelberg zu Wernberg-Köblitz
- Felsmühle zu Guteneck
- Fensterbach
- Fichtenhof zu Nittenau
- Fischbach zu Nittenau
- Fischerhof zu Winklarn
- Forst zu Oberviechtach
- Forsthof zu Winklarn
- Forsting zu Nittenau
- Frankenthal zu Neunburg vorm Wald
- Frauenhäusl zu Dieterskirchen
- Frauenhof zu Teublitz
- Fraunberg zu Nabburg
- Freihöls zu Fensterbach
- Freihöls zu Schwandorf
- Freiung zu Stulln
- Friedersdorf zu Wernberg-Köblitz
- Friedrichshäng zu Schönsee
- Fronberg zu Schwandorf
- Fronhof zu Altendorf
- Froschlacke zu Teublitz
- Frotzersricht zu Schwarzenfeld
- Fuchsberg zu Teunz
- Fuchsendorf zu Pfreimd
- Fuchsenhof zu Neunburg vorm Wald
- Fuhrn zu Neunburg vorm Wald
- Fürstenhof zu Neunburg vorm Wald
- Fürsthof zu Maxhütte-Haidhof
- Furthmühle zu Schwarzach bei Nabburg

↑ Zurück zum Inhaltsverzeichnis

### G
- Gaisthal zu Schönsee
- Gaisthalerhammer zu Schönsee
- Gartenried zu Oberviechtach
- Gartenriedermühle zu Oberviechtach
- Geiseck zu Nittenau
- Geiselhof zu Stulln
- Geratshofen zu Schwarzhofen
- Gipfelberg zu Bruck i.d.OPf.
- Girnitz zu Nabburg
- Girnitz zu Schwarzhofen
- Glashütte zu Teublitz
- Glaubendorf zu Wernberg-Köblitz
- Gleiritsch
- Glöcklhof zu Schwarzenfeld
- Gnötzendorf zu Pfreimd
- Godlhof zu Schwarzenfeld
- Gögglbach zu Schwandorf
- Gonnersdorf zu Neunburg vorm Wald
- Goppeltshof zu Nittenau
- Goppoltsried zu Neukirchen-Balbini
- Gösselsdorf zu Schmidgaden
- Grafenricht zu Stulln
- Grafenricht zu Wackersdorf
- Grain zu Schwandorf
- Grasdorf zu Schwarzhofen
- Greinhof zu Burglengenfeld
- Greßthal zu Burglengenfeld
- Grimmerthal zu Schmidgaden
- Gröbmühle zu Wernberg-Köblitz
- Grottenthal zu Neukirchen-Balbini
- Grubhof zu Nabburg
- Grubmühl zu Bruck i.d.OPf.
- Grundmühle zu Neunburg vorm Wald
- Gunt zu Nittenau
- Guteneck
- Gutenfürst zu Teunz
- Gütenland zu Neunburg vorm Wald
- Gütting zu Oberviechtach

↑ Zurück zum Inhaltsverzeichnis

### H
- Haag bei Schwarzhofen zu Schwarzhofen
- Haag zu Winklarn
- Haarhof zu Schwandorf
- Hadriwa zu Nittenau
- Haid zu Steinberg am See
- Haiderhöf zu Nittenau
- Haidhof zu Maxhütte-Haidhof
- Haidhof zu Teunz
- Haindlhof zu Thanstein
- Haindorf zu Nabburg
- Hammerberg zu Neunburg vorm Wald
- Hammerhäng zu Nittenau
- Hammerhof zu Neunburg vorm Wald
- Hannamühle zu Oberviechtach
- Hansenried zu Neukirchen-Balbini
- Happassenried zu Neukirchen-Balbini
- Harberhof zu Maxhütte-Haidhof
- Hartenricht zu Schmidgaden
- Hartenricht zu Schwandorf
- Harthöfl zu Nittenau
- Harting zu Nittenau
- Hartlshof zu Neunburg vorm Wald
- Haselbach zu Schwandorf
- Haselhof zu Nabburg
- Haselhof zu Neukirchen-Balbini
- Haselweiher zu Winklarn
- Haslarn zu Neunburg vorm Wald
- Haugshöhe zu Maxhütte-Haidhof
- Hauserlohhof zu Dieterskirchen
- Häuslberg zu Guteneck
- Häuslern zu Schwarzhofen
- Hebenhof zu Gleiritsch
- Hebermühle zu Teunz
- Hebersdorf zu Thanstein
- Heilinghäusl zu Gleiritsch
- Heimerlmühle zu Neunburg vorm Wald
- Heinzlmühl zu Nittenau
- Hengersbach zu Nittenau
- Herdegen zu Pfreimd
- Hermannsried zu Teunz
- Herzoghof zu Oberviechtach
- Heselbach zu Wackersdorf
- Hinterberg zu Nittenau
- Hinterkohlstetten zu Nittenau
- Hinterrandsberg zu Bruck i.d.OPf.
- Hinterthürn zu Bruck i.d.OPf.
- Hippoltsried zu Neukirchen-Balbini
- Hirmerhaus zu Steinberg am See
- Höchensee zu Burglengenfeld
- Höcherhof zu Bodenwöhr
- Höcherlmühle zu Teunz
- Hochschlag zu Pfreimd
- Hof am Regen zu Nittenau
- Hof zu Burglengenfeld
- Hof zu Oberviechtach
- Höfen bei Uckersdorf zu Schwarzhofen
- Höfen zu Schwarzhofen
- Hofenstetten zu Neunburg vorm Wald
- Hoffeld zu Bruck i.d.OPf.
- Hofing zu Bruck i.d.OPf.
- Höflarn zu Nabburg
- Höflarn zu Niedermurach
- Höflarn zu Nittenau
- Höflarn zu Schwandorf
- Högling zu Fensterbach
- Hohenirlach zu Schwarzenfeld
- Hohenthal zu Dieterskirchen
- Hohentreswitz zu Pfreimd
- Hohersdorf zu Schmidgaden
- Holmbrunn zu Niedermurach
- Holzhaus zu Dieterskirchen
- Holzhaus zu Schwandorf
- Holzhaus zu Schwarzenfeld
- Holzheim zu Nittenau
- Holzhof zu Schwarzhofen
- Holzseige zu Nittenau
- Hornmühle zu Oberviechtach
- Hub zu Burglengenfeld
- Hubhof zu Nittenau
- Hundhagermühl zu Winklarn
- Hüttenhof zu Fensterbach

↑ Zurück zum Inhaltsverzeichnis

### I
- Ibenthann zu Maxhütte-Haidhof
- Iffelsdorf zu Pfreimd
- Imstetten zu Wackersdorf
- Inzendorf zu Schmidgaden
- Irlach zu Wackersdorf
- Irlaching zu Schwandorf
- Irlbach zu Schwandorf
- Irrenlohe zu Schwandorf
- Irrenlohe zu Schwarzenfeld

↑ Zurück zum Inhaltsverzeichnis

### J
- Jagenried zu Neukirchen-Balbini
- Jägerhöhe zu Nittenau
- Jedesbach zu Thanstein
- Jedesbachermühle zu Thanstein
- Jeding zu Fensterbach
- Johannisberg zu Oberviechtach
- Johannismühle zu Schönsee
- Josephsthal zu Schönsee

↑ Zurück zum Inhaltsverzeichnis

### K
- Kaaghof zu Nittenau
- Kadermühle zu Schmidgaden
- Käfermühle zu Oberviechtach
- Kager zu Schwandorf
- Kai zu Burglengenfeld
- Kaltenthal zu Trausnitz
- Kapflhof zu Schwandorf
- Kappl zu Maxhütte-Haidhof
- Karlsberg zu Burglengenfeld
- Kaspeltshub zu Nittenau
- Kastenhof zu Burglengenfeld
- Katharinenthal zu Dieterskirchen
- Katzdorf zu Neunburg vorm Wald
- Katzdorf zu Teublitz
- Katzenhüll zu Burglengenfeld
- Katzheim zu Maxhütte-Haidhof
- Kellerhof zu Bruck i.d.OPf.
- Kemnath bei Fuhrn zu Neunburg vorm Wald
- Kemnathermühle zu Neunburg vorm Wald
- Kettnitzmühle zu Wernberg-Köblitz
- Kieselmühle zu Dieterskirchen
- Kiesenberg zu Thanstein
- Kipfenberg zu Bodenwöhr
- Kirchenbuch zu Burglengenfeld
- Kitzenried zu Neukirchen-Balbini
- Klardorf zu Schwandorf
- Kleinwinklarn zu Neunburg vorm Wald
- Klosterhäuser zu Schwarzhofen
- Knaumühle zu Oberviechtach
- Knollenhof zu Nittenau
- Knölling zu Fensterbach
- Kobl zu Bruck i.d.OPf.
- Köblitz zu Teublitz
- Kögl zu Schwarzenfeld
- Kohlhof zu Neunburg vorm Wald
- Kohlmühle zu Gleiritsch
- Kölbldorf zu Bruck i.d.OPf.
- Kolmhof zu Dieterskirchen
- Konatsried zu Oberviechtach
- Königshof zu Nittenau
- Königsreuth zu Nittenau
- Könneröd zu Neunburg vorm Wald
- Kötschdorf zu Wernberg-Köblitz
- Köttlitz zu Trausnitz
- Kotzenhof zu Oberviechtach
- Krähhof zu Thanstein
- Krainhof zu Schwandorf
- Krandorf zu Neunburg vorm Wald
- Krapflhof zu Winklarn
- Kreilnberg zu Maxhütte-Haidhof
- Kreith zu Schwandorf
- Kremplschlag zu Teublitz
- Krimling zu Schwarzhofen
- Kroau zu Gleiritsch
- Kröblitz zu Neunburg vorm Wald
- Krondorf zu Schwandorf
- Kronstetten zu Schwandorf
- Krumbach zu Schwandorf
- Krumlengenfeld zu Schwandorf
- Kühried zu Teunz
- Kühriedermühle zu Teunz
- Kulmhof zu Pfreimd
- Kulz zu Thanstein
- Kumpfmühle zu Nabburg
- Kundlmühle zu Thanstein
- Kuntsdorf zu Teublitz
- Kuppelhof zu Dieterskirchen
- Kurmhof zu Pfreimd

↑ Zurück zum Inhaltsverzeichnis

### L
- Lampenricht zu Gleiritsch
- Lamplhof zu Burglengenfeld
- Lanzenried zu Burglengenfeld
- Laub zu Schönsee
- Laubenhof zu Schwarzhofen
- Legendorf zu Schmidgaden
- Lehenhaus zu Maxhütte-Haidhof
- Leinmühle zu Neunburg vorm Wald
- Lengfeld zu Neunburg vorm Wald
- Leonberg zu Maxhütte-Haidhof
- Lichtenhaid zu Nittenau
- Lind zu Oberviechtach
- Lind zu Oberviechtach
- Lindau zu Schönsee
- Lindenlohe zu Schwandorf
- Lintermühle zu Maxhütte-Haidhof
- Lissenthan zu Nabburg
- Littenhof zu Schmidgaden
- Löffelsberg zu Pfreimd
- Lohbügl zu Nittenau
- Loisnitz zu Burglengenfeld
- Loisnitz zu Teublitz
- Löllsanlage zu Schwandorf
- Losau zu Wernberg-Köblitz
- Löwenthal zu Weiding
- Luigendorf zu Guteneck
- Luigendorf zu Neunburg vorm Wald
- Lukahammer zu Oberviechtach

↑ Zurück zum Inhaltsverzeichnis

### M
- Machtlwies zu Burglengenfeld
- Maierhof zu Wernberg-Köblitz
- Mallersdorf zu Schwarzhofen
- Mantlarn zu Niedermurach
- Mappach zu Bruck i.d.OPf.
- Mappenberg zu Bodenwöhr
- Mappenberg zu Wackersdorf
- Marklhof zu Altendorf
- Mauthof zu Burglengenfeld
- Maxhütte zu Maxhütte-Haidhof
- Maxhütte-Haidhof
- Maximilianshof zu Guteneck
- Meidenried zu Neukirchen-Balbini
- Meilerhof zu Burglengenfeld
- Meischendorf zu Schwarzhofen
- Meißenberg zu Neunburg vorm Wald
- Meldau zu Wackersdorf
- Meßnerskreith zu Maxhütte-Haidhof
- Michelsberg zu Nittenau
- Miesmühle zu Teunz
- Mitteraich zu Guteneck
- Mitteraschau zu Neunburg vorm Wald
- Mitterauerbach zu Neunburg vorm Wald
- Mitterlangau zu Oberviechtach
- Mittermurnthal zu Neunburg vorm Wald
- Mögendorf zu Bruck i.d.OPf.
- Mossendorf zu Burglengenfeld
- Muckenbach zu Nittenau
- Muggenthal zu Schönsee
- Mühlberg zu Burglengenfeld
- Mühlenthal zu Nittenau
- Münchshöf zu Schwandorf
- Münchshofen zu Teublitz
- Murglhof zu Altendorf
- Muschenried zu Winklarn

↑ Zurück zum Inhaltsverzeichnis

### N
- Naabeck zu Schwandorf
- Naabsiegenhofen zu Schwandorf
- Nabburg
- Namsenbach zu Nabburg
- Nattermoos zu Schwandorf
- Nefling zu Neunburg vorm Wald
- Nerping zu Nittenau
- Nessating zu Pfreimd
- Neualbenried zu Neukirchen-Balbini
- Neubäu zu Nittenau
- Neudeck zu Thanstein
- Neuenschwand zu Bodenwöhr
- Neuhaus zu Dieterskirchen
- Neuhaus zu Nittenau
- Neuhäusl zu Neunburg vorm Wald
- Neukirchen zu Schwandorf
- Neukirchen-Balbini
- Neumühle zu Oberviechtach
- Neumühle zu Stadlern
- Neumurnthal zu Neunburg vorm Wald
- Neunaigen zu Wernberg-Köblitz
- Neunburg vorm Wald
- Neuried zu Schwandorf
- Neusath zu Nabburg
- Niederhof zu Burglengenfeld
- Niederhof zu Schwandorf
- Niedermurach
- Niesaß zu Oberviechtach
- Nittenau
- Nottersdorf zu Niedermurach
- Nunzenried zu Oberviechtach

↑ Zurück zum Inhaltsverzeichnis

### O
- Oberaich zu Guteneck
- Oberaschau zu Neunburg vorm Wald
- Oberauerbach zu Neunburg vorm Wald
- Oberbuch zu Burglengenfeld
- Obereppenried zu Winklarn
- Oberhof zu Teublitz
- Oberkatzbach zu Guteneck
- Oberköblitz zu Wernberg-Köblitz
- Oberkonhof zu Altendorf
- Oberlangau zu Oberviechtach
- Oberlangenried zu Neunburg vorm Wald
- Obermainsbach zu Nittenau
- Obermurach zu Oberviechtach
- Obermurnthal zu Neunburg vorm Wald
- Oberndorf zu Wernberg-Köblitz
- Oberpfreimd zu Pfreimd
- Oberpierlhof zu Trausnitz
- Obersitzenhof zu Schwandorf
- Obersteinbach zu Nabburg
- Oberstocksried zu Neukirchen-Balbini
- Oberviechtach
- Oberwarnbach zu Schwarzach bei Nabburg
- Oberweiherhaus zu Schwandorf
- Oberweihern zu Pfreimd
- Öd zu Schwarzach bei Nabburg
- Oder zu Steinberg am See
- Ödfriedlhof zu Fensterbach
- Ödgarten zu Nittenau
- Ödgarten zu Schwarzach bei Nabburg
- Ödgartenhof zu Dieterskirchen
- Ödhof zu Schwarzenfeld
- Ödhöfling zu Niedermurach
- Ödmiesbach zu Teunz
- Ödmühl zu Trausnitz
- Ödreichersried zu Teunz
- Oed zu Nittenau
- Oedengrub zu Neunburg vorm Wald
- Oedhof zu Neukirchen-Balbini
- Ottischhof zu Nittenau

↑ Zurück zum Inhaltsverzeichnis

### P
- Pamsendorf zu Pfreimd
- Passelsdorf zu Nabburg
- Pechmühle zu Bodenwöhr
- Penting zu Neunburg vorm Wald
- Perschen zu Nabburg
- Pertolzhofen zu Niedermurach
- Pettendorf zu Neunburg vorm Wald
- Pfaltermühle zu Maxhütte-Haidhof
- Pfreimd
- Pilsheim zu Burglengenfeld
- Pingarten zu Bodenwöhr
- Pirk zu Oberviechtach
- Pirkensee zu Maxhütte-Haidhof
- Pirkhof zu Oberviechtach
- Pischdorf zu Guteneck
- Pissau zu Neunburg vorm Wald
- Pistlwies zu Burglengenfeld
- Plattenhof zu Burglengenfeld
- Plechhammer zu Oberviechtach
- Plößerlohe zu Schönsee
- Poggersdorf zu Neunburg vorm Wald
- Polster zu Schönsee
- Pondorf zu Winklarn
- Ponholz zu Maxhütte-Haidhof
- Pöpplhof zu Burglengenfeld
- Pottenhof zu Dieterskirchen
- Pottenhofermühle zu Dieterskirchen
- Pottenstetten zu Burglengenfeld
- Prackendorf zu Dieterskirchen
- Preißhof zu Weiding
- Premberg zu Teublitz
- Pretzabruck zu Schwarzenfeld
- Prissath zu Schwandorf
- Prügelhof zu Wernberg-Köblitz
- Pullenried zu Oberviechtach

↑ Zurück zum Inhaltsverzeichnis

### R
- Rackenthal zu Schönsee
- Raffach zu Schwarzenfeld
- Ragenhof zu Nabburg
- Raggau zu Schwarzhofen
- Rammertshof zu Burglengenfeld
- Rammühle zu Neunburg vorm Wald
- Rappenberg zu Pfreimd
- Rappenbügl zu Maxhütte-Haidhof
- Rattenberg zu Wernberg-Köblitz
- Rauberweiherhaus zu Wackersdorf
- Reichenberg zu Stadlern
- Reichertsmühle zu Niedermurach
- Reis zu Neunburg vorm Wald
- Reisach zu Nittenau
- Reisach zu Trausnitz
- Reuting zu Nittenau
- Richt zu Schwandorf
- Richt zu Schwarzach bei Nabburg
- Richthof zu Teublitz
- Richtmühle zu Nabburg
- Ried zu Bruck i.d.OPf.
- Roding zu Maxhütte-Haidhof
- Rödlhof zu Burglengenfeld
- Rödlmühle zu Schmidgaden
- Rodlseign zu Neukirchen-Balbini
- Rohrhof zu Maxhütte-Haidhof
- Roithof zu Nittenau
- Roneck zu Nittenau
- Rosenhof zu Schönsee
- Rosenthal zu Schönsee
- Rossbach zu Maxhütte-Haidhof
- Roßbergeröd zu Maxhütte-Haidhof
- Rottendorf zu Niedermurach
- Rottendorf zu Schmidgaden
- Rückhof zu Neukirchen-Balbini
- Rumelsölden zu Nittenau

↑ Zurück zum Inhaltsverzeichnis

### S
- Saaß zu Burglengenfeld
- Saggau zu Dieterskirchen
- Sägmühle zu Gleiritsch
- Sägmühle zu Weiding
- Sallach zu Niedermurach
- Saltendorf zu Teublitz
- Saltendorf zu Wernberg-Köblitz
- Sankt Hubertus zu Bruck i.d.OPf.
- Sankt Leonhard zu Neunburg vorm Wald
- Sankt Martin zu Nittenau
- Sattelhof zu Schwarzach bei Nabburg
- Säulnhof zu Stulln
- Schallerhammer zu Schönsee
- Schanderlhof zu Stulln
- Scharlmühle zu Schmidgaden
- Scheckenberg zu Schwandorf
- Scheibenhaus zu Winklarn
- Scheiblhof zu Neukirchen-Balbini
- Schiltern zu Wernberg-Köblitz
- Schirmdorf zu Altendorf
- Schlag zu Burglengenfeld
- Schloßhof zu Pfreimd
- Schlotthof zu Niedermurach
- Schmalhof zu Wernberg-Köblitz
- Schmidgaden
- Schneeberg zu Winklarn
- Schömersdorf zu Teunz
- Schönau zu Schwarzhofen
- Schönberg zu Nittenau
- Schöngras zu Bruck i.d.OPf.
- Schönsee
- Schönthan zu Oberviechtach
- Schwaig zu Schwarzenfeld
- Schwaighof zu Niedermurach
- Schwand zu Schönsee
- Schwandorf
- Schwarzach bei Nabburg
- Schwarzach zu Stadlern
- Schwarzberg zu Wernberg-Köblitz
- Schwarzenberg zu Nittenau
- Schwarzeneck zu Schwarzhofen
- Schwarzenfeld
- Schwärzermühle zu Schmidgaden
- Schwarzhof zu Maxhütte-Haidhof
- Schwarzhofen
- Schweizerbach zu Trausnitz
- See zu Burglengenfeld
- Seebarn zu Neunburg vorm Wald
- Seugenhof zu Dieterskirchen
- Siegelsdorf zu Altendorf
- Siegenthan zu Schwandorf
- Silbermühle zu Dieterskirchen
- Sindelsberg zu Schwarzach bei Nabburg
- Sitzenhof zu Schwandorf
- Sollbach zu Bruck i.d.OPf.
- Söllitz zu Trausnitz
- Sonnenried zu Schwarzenfeld
- Spandlhof zu Nittenau
- Sperlhof zu Neukirchen-Balbini
- Spielberg zu Schwandorf
- Spitalhaus zu Steinberg am See
- Stabhof zu Altendorf
- Stadl zu Nittenau
- Stadlermühle zu Stadlern
- Stadlern
- Stadlhof zu Maxhütte-Haidhof
- Stadlhof zu Neukirchen-Balbini
- Stefling zu Nittenau
- Stegen zu Dieterskirchen
- Stegen zu Schwandorf
- Stein zu Pfreimd
- Steinach zu Gleiritsch
- Steinberg am See
- Steinhof zu Maxhütte-Haidhof
- Steinhof zu Nittenau
- Steinmühl zu Nittenau
- Steinmühle zu Oberviechtach
- Stelzlmühle zu Pfreimd
- Stetten zu Neunburg vorm Wald
- Stettnermühle zu Neunburg vorm Wald
- Stocka zu Teublitz
- Stockarn zu Neunburg vorm Wald
- Stöcklhof zu Gleiritsch
- Straß zu Burglengenfeld
- Straßhof zu Nittenau
- Strengleiten zu Schwandorf
- Strieglhof zu Maxhütte-Haidhof
- Striessendorf zu Schwandorf
- Strohhof zu Nittenau
- Stückhäusl zu Schönsee
- Stulln
- Sulzmühl zu Bruck i.d.OPf.
- Sulzmühl zu Nittenau

↑ Zurück zum Inhaltsverzeichnis

### T
- Tabakmühle zu Stadlern
- Tannenschleife zu Teunz
- Tannermühle zu Oberviechtach
- Tännesried zu Thanstein
- Tauchersdorf zu Nabburg
- Taxöldern zu Bodenwöhr
- Teublitz
- Teunz
- Thann zu Neunburg vorm Wald
- Thann zu Nittenau
- Thannmühle zu Neunburg vorm Wald
- Thanstein
- Tiefenbach zu Nittenau
- Tiefenhof zu Nittenau
- Trad zu Wernberg-Köblitz
- Trad zu Winklarn
- Tradhof zu Dieterskirchen
- Traunhof zu Neunburg vorm Wald
- Traunhofermühle zu Neunburg vorm Wald
- Traunricht zu Schwarzenfeld
- Trausnitz
- Trefnitz zu Guteneck
- Treidling zu Nittenau
- Tressenried zu Oberviechtach
- Trichenricht zu Guteneck
- Trisching zu Schmidgaden
- Trossau zu Altendorf
- Trumling zu Nittenau
- Turesbach zu Bodenwöhr

↑ Zurück zum Inhaltsverzeichnis

### U
- Überfuhr zu Nittenau
- Uckersdorf zu Schwarzhofen
- Unteraich zu Guteneck
- Unteraschau zu Neunburg vorm Wald
- Unterauerbach zu Schwarzach bei Nabburg
- Untereppenried zu Winklarn
- Unterkatzbach zu Guteneck
- Unterköblitz zu Wernberg-Köblitz
- Unterkonhof zu Altendorf
- Unterlangau zu Oberviechtach
- Unterlangenried zu Neunburg vorm Wald
- Untermainsbach zu Nittenau
- Untermurnthal zu Neunburg vorm Wald
- Untersdorf zu Burglengenfeld
- Untersteinbach zu Pfreimd
- Unterstocksried zu Neukirchen-Balbini
- Unterwarberg zu Neunburg vorm Wald
- Unterwarnbach zu Schwarzach bei Nabburg
- Unterweiherhaus zu Schwandorf

↑ Zurück zum Inhaltsverzeichnis

### V
- Verau zu Maxhütte-Haidhof
- Vierbruckmühle zu Stulln
- Voggendorf zu Niedermurach
- Vorderkohlstetten zu Nittenau
- Vorderrandsberg zu Bruck i.d.OPf.
- Vorderthürn zu Bruck i.d.OPf.
- Vormurnthal zu Thanstein

↑ Zurück zum Inhaltsverzeichnis

### W
- Wackenried zu Bruck i.d.OPf.
- Wackersdorf
- Wagnermühle zu Schönsee
- Wagnern zu Niedermurach
- Waldhaus Einsiedel zu Nittenau
- Waldhäuser zu Stadlern
- Waldheim zu Steinberg am See
- Waltenhof zu Schwandorf
- Waltenried zu Nittenau
- Warberg zu Neunburg vorm Wald
- Warmersdorf zu Bodenwöhr
- Warnthal zu Neunburg vorm Wald
- Wasenhütte zu Burglengenfeld
- Wastlhof zu Winklarn
- Weberhäuser zu Schönsee
- Weichelau zu Dieterskirchen
- Weidenthal zu Guteneck
- Weiding
- Weiding zu Schwarzach bei Nabburg
- Weiherdorf zu Teublitz
- Weiherhaus am Fensterbach zu Fensterbach
- Weiherhäusl zu Pfreimd
- Weiherhäusl zu Teunz
- Weiherhof zu Burglengenfeld
- Weihermühle zu Neukirchen-Balbini
- Weihermühle zu Thanstein
- Weihern zu Pfreimd
- Weinting zu Nittenau
- Weislitz zu Dieterskirchen
- Weißbach zu Oberviechtach
- Weißenhof zu Nittenau
- Wellenthal zu Dieterskirchen
- Wenigrötz zu Neunburg vorm Wald
- Wernberg zu Wernberg-Köblitz
- Wernberg-Köblitz
- Werneröd zu Oberviechtach
- Wetzlgütl zu Nittenau
- Wetzlhof zu Nittenau
- Wiefelsdorf zu Schwandorf
- Wiesensüß zu Nabburg
- Wiesmühle zu Nabburg
- Wilbersdorf zu Neunburg vorm Wald
- Wildeppenried zu Oberviechtach
- Wildstein zu Teunz
- Willhof zu Altendorf
- Windhals zu Winklarn
- Windischbachmühl zu Bruck i.d.OPf.
- Windmais zu Bodenwöhr
- Windpaißing zu Nabburg
- Winkerling zu Maxhütte-Haidhof
- Winklarn
- Wirnetsried zu Neukirchen-Balbini
- Wirthsmühle zu Weiding
- Witzlarn zu Burglengenfeld
- Wohlfest zu Fensterbach
- Wohlsbach zu Wernberg-Köblitz
- Wohnseß zu Neunburg vorm Wald
- Wolfring zu Fensterbach
- Wolfringmühle zu Fensterbach
- Wolfsbach zu Schmidgaden
- Wolfsgrub zu Neukirchen-Balbini
- Wölland zu Burglengenfeld
- Wöllmannsbach zu Schwandorf
- Wölsenberg zu Nabburg
- Wölsendorf zu Schwarzach bei Nabburg
- Woppenhof zu Wernberg-Köblitz
- Wundsheim zu Neunburg vorm Wald
- Wutzelskühn zu Neunburg vorm Wald

↑ Zurück zum Inhaltsverzeichnis

### Z
- Zangenstein zu Schwarzhofen
- Zanglhof zu Neunburg vorm Wald
- Zankendorf zu Niedermurach
- Zeinried zu Teunz
- Zeitlarn zu Neunburg vorm Wald
- Zell zu Nittenau
- Zengeröd zu Winklarn
- Ziegelhof zu Schwarzhofen
- Ziegelhütte zu Burglengenfeld
- Ziegelhütte zu Dieterskirchen
- Ziegelhütte zu Maxhütte-Haidhof
- Ziegelhütte zu Neunburg vorm Wald
- Ziegelhütte zu Pfreimd
- Ziegelhütte zu Schönsee
- Ziegelhütte zu Schwandorf
- Ziegelhütte zu Thanstein
- Ziegelöd zu Neukirchen-Balbini
- Ziegenmühle zu Neukirchen-Balbini
- Zieglhäuser zu Gleiritsch
- Zieglhäusl zu Oberviechtach
- Zielheim zu Schwandorf
- Zilchenricht zu Schwarzenfeld
- Zißlmühle zu Schmidgaden

↑ Zurück zum Inhaltsverzeichnis